# ヤーコプ・アルユーニ
ヤーコプ・アルユーニ（Jakob Arjouni、1964年10月8日 - 2013年1月17日）は、ドイツの小説家、推理作家、劇作家。フランクフルト生まれ。ベルリン在住。父は劇作家のハンス・ギュンター・ミヒェルゼン（1920-1994）。

## 略歴
デビュー作の『異郷の闇』（1985年、原題『ハッピー・バースデー、トルコ人！』 Happy Birthday, Türke!）に始まるトルコ人私立探偵カヤンカヤ・シリーズでハードボイルド作家として高い評価を受け、各種メディアで「ドイツのレイモンド・チャンドラー」、「ドイツのダシール・ハメット」などと評された。シリーズ第3作の『殺るときは殺る』（1991年）は1992年のドイツ・ミステリ大賞でドイツ語作品部門第2位の栄誉に輝いている。また、『異郷の闇』はドイツの映画監督のドーリス・デリエによって映画化されている。
なお、フランクフルトで私立探偵を営むカヤンカヤのように作者のヤーコプ・アルユーニ自身もトルコからの移民の二世だという噂があったが、誤り。
ほかの代表作に長編小説『マジック・ホフマン』（未訳 Magic Hoffmann）などがある。
2013年1月17日、癌のためベルリンで死去。48歳没。

## 主な作品
私立探偵カヤンカヤ・シリーズ
1. Happy Birthday, Türke! (1985)
  - 異郷の闇 （訳：渡辺広佐、1998年11月、パロル舎、ISBN 4894192012）
2. Mehr Bier (1987)
3. Ein Mann, ein Mord (1991) 
  - 殺るときは殺る （訳：渡辺広佐、1997年7月、パロル舎、ISBN 489419161X）
4. Kismet (2001)
5. Bruder Kemal (2012)